# Mistrzostwa Europy w Piłce Ręcznej Kobiet 2022 (eliminacje)
Kwalifikacje do Mistrzostw Europy w Piłce Ręcznej Kobiet 2022 miały na celu wyłonienie żeńskich reprezentacji narodowych w piłce ręcznej, które wystąpią w finałach tego turnieju.

## Informacje ogólne
Turniej finałowy organizowanych przez EHF mistrzostw Europy odbędzie się w Słowenii, Czarnogórze i Macedonii w listopadzie 2022 roku i weźmie w nim udział szesnaście drużyn. Automatycznie do mistrzostw zakwalifikowały się drużyny trzech gospodarzy oraz aktualny mistrz kontynentu (Norwegia), pozostałe zaś rywalizować będą o dwanaście pozostałych miejsc. Chęć udziału w tym turnieju wyraziło prócz automatycznie zakwalifikowanych zespołów trzydzieści dwie reprezentacje, toteż konieczne okazało się zorganizowanie preeliminacji, w których wystąpiło jedenaście najniżej sklasyfikowanych drużyn. Trzy zespoły z tej fazy dołączyły do pozostałej dwudziestki jedynki w zasadniczej fazie eliminacji, gdzie rywalizacja odbywać się będzie – w przeciwieństwie do poprzednich edycji, po rekomendacji EHF Competitions Commission – nie w siedmiu, lecz w sześciu czterozespołowych grupach, z których awans uzyskają po dwie czołowe drużyny. Turniej preeliminacyjny zaplanowano na przełom maja i czerwca 2021 roku, zaś druga faza eliminacji zostanie rozegrana w sześciu meczowych terminach pomiędzy październikiem 2021 roku a majem roku 2022.

## Zakwalifikowane zespoły
| Kraj               | Strefa kwalifikacyjna | Mistrzostwa 2020 |
| ------------------ | --------------------- | ---------------- |
| Słowenia           | Gospodarz             | 16. miejsce      |
| Czarnogóra         | Gospodarz             | 8. miejsce       |
| Macedonia Północna | Gospodarz             | –                |
| Norwegia           | Mistrzostwa 2020      | Mistrzostwo      |
| Polska             | Grupa 1 kwalifikacji  | 14. miejsce      |
| Szwajcaria         | Grupa 1 kwalifikacji  | –                |
| Dania              | Grupa 2 kwalifikacji  | 4. miejsce       |
| Holandia           | Grupa 3 kwalifikacji  | 6. miejsce       |
| Francja            | Grupa 4 kwalifikacji  | 2. miejsce       |

## Faza 1
Jedenaście najniżej sklasyfikowanych drużyny spotkało się w fazie preeliminacyjnej rywalizując systemem kołowym w ramach trzech grup – dwóch czterozespołowych i jednej trzyzespołowej – w dniach 31 maja – 6 czerwca 2021 roku. Losowanie grup zostało przeprowadzone 17 marca 2021 roku w siedzibie EHF w Wiedniu, a przed nim drużyny zostały podzielone na cztery koszyki według rankingu EHF.
| Koszyk 1    |
| ----------- |
| Wyspy Owcze |
| Portugalia  |
| Grecja      |

| Koszyk 2 |
| -------- |
| Włochy   |
| Kosowo   |
| Izrael   |

| Koszyk 3             |
| -------------------- |
| Finlandia            |
| Luksemburg           |
| Bośnia i Hercegowina |

| Koszyk 4 |
| -------- |
| Cypr     |
| Łotwa    |

W wyniku transmitowanego w Internecie losowania wyłonione zostały trzy grupy, jednocześnie przeprowadzono też losowanie praw do organizacji turniejów, a uzyskana wówczas kolejność to: zespoły z koszyka 1, 2, 3 i 4.
| Grupa 1    | Grupa 2              | Grupa 3     |
| ---------- | -------------------- | ----------- |
| Portugalia | Grecja               | Wyspy Owcze |
| Kosowo     | Włochy               | Izrael      |
| Luksemburg | Bośnia i Hercegowina | Finlandia   |
| Cypr       | Łotwa                |             |

Awans do kolejnej fazy uzyskały Portugalia, Grecja i Wyspy Owcze.

### Grupa A
| 3 czerwca 202117:00 | Portugalia | 38:14(18:10) | Luksemburg | Pałac Młodzieży i Sportu, Prisztina Sędzia: Hatipoğlu, Şimşek |
| 3 czerwca 202117:00 |            | 38:14(18:10) |            | Pałac Młodzieży i Sportu, Prisztina Sędzia: Hatipoğlu, Şimşek |

| 3 czerwca 202119:30 | Kosowo | 30:21(14:9) | Cypr | Pałac Młodzieży i Sportu, Prisztina Sędzia: Mikelić, Parađina |
| 3 czerwca 202119:30 |        | 30:21(14:9) |      | Pałac Młodzieży i Sportu, Prisztina Sędzia: Mikelić, Parađina |

| 4 czerwca 202117:00 | Cypr | 17:32(8:19) | Portugalia | Pałac Młodzieży i Sportu, Prisztina Sędzia: Mikelić, Parađina |
| 4 czerwca 202117:00 |      | 17:32(8:19) |            | Pałac Młodzieży i Sportu, Prisztina Sędzia: Mikelić, Parađina |

| 4 czerwca 202119:30 | Luksemburg | 27:33(9:16) | Kosowo | Pałac Młodzieży i Sportu, Prisztina Sędzia: Hatipoğlu, Şimşek |
| 4 czerwca 202119:30 |            | 27:33(9:16) |        | Pałac Młodzieży i Sportu, Prisztina Sędzia: Hatipoğlu, Şimşek |

| 5 czerwca 202117:00 | Luksemburg | 19:21(9:9) | Cypr | Pałac Młodzieży i Sportu, Prisztina Sędzia: Mikelić, Parađina |
| 5 czerwca 202117:00 |            | 19:21(9:9) |      | Pałac Młodzieży i Sportu, Prisztina Sędzia: Mikelić, Parađina |

| 5 czerwca 202119:30 | Portugalia | 30:17(12:7) | Kosowo | Pałac Młodzieży i Sportu, Prisztina Sędzia: Hatipoğlu, Şimşek |
| 5 czerwca 202119:30 |            | 30:17(12:7) |        | Pałac Młodzieży i Sportu, Prisztina Sędzia: Hatipoğlu, Şimşek |

### Grupa B
| 4 czerwca 202115:00 | Włochy | 10:0 (wo.) | Łotwa | Filipio, Weria |
| 4 czerwca 202115:00 |        | 10:0 (wo.) |       | Filipio, Weria |

| 4 czerwca 202117:00 | Grecja | 29:18(15:10) | Bośnia i Hercegowina | Filipio, Weria Sędzia: Yovchev, Yovchev |
| 4 czerwca 202117:00 |        | 29:18(15:10) |                      | Filipio, Weria Sędzia: Yovchev, Yovchev |

| 5 czerwca 202115:00 | Bośnia i Hercegowina | 25:22(15:12) | Włochy | Filipio, Weria Sędzia: Vitaku, Vitaku |
| 5 czerwca 202115:00 |                      | 25:22(15:12) |        | Filipio, Weria Sędzia: Vitaku, Vitaku |

| 5 czerwca 202117:00 | Łotwa | 17:34(8:17) | Grecja | Filipio, Weria Sędzia: Yovchev, Yovchev |
| 5 czerwca 202117:00 |       | 17:34(8:17) |        | Filipio, Weria Sędzia: Yovchev, Yovchev |

| 6 czerwca 202112:00 | Bośnia i Hercegowina | 31:19(16:7) | Łotwa | Filipio, Weria Sędzia: Vitaku, Vitaku |
| 6 czerwca 202112:00 |                      | 31:19(16:7) |       | Filipio, Weria Sędzia: Vitaku, Vitaku |

| 6 czerwca 202114:00 | Grecja | 33:22(15:9) | Włochy | Filipio, Weria Sędzia: Yovchev, Yovchev |
| 6 czerwca 202114:00 |        | 33:22(15:9) |        | Filipio, Weria Sędzia: Yovchev, Yovchev |

### Grupa C
| 4 czerwca 202119:30 | Finlandia | 19:21(10:9) | Wyspy Owcze | Høllin á Hálsi, Thorshavn Widzów: 50 Sędzia: Christiansen, Hansen |
| 4 czerwca 202119:30 |           | 19:21(10:9) |             | Høllin á Hálsi, Thorshavn Widzów: 50 Sędzia: Christiansen, Hansen |

| 5 czerwca 202119:00 | Izrael | 24:28(10:14) | Finlandia | Høllin á Hálsi, Thorshavn Widzów: 30 Sędzia: Christiansen, Hansen |
| 5 czerwca 202119:00 |        | 24:28(10:14) |           | Høllin á Hálsi, Thorshavn Widzów: 30 Sędzia: Christiansen, Hansen |

| 6 czerwca 202119:00 | Wyspy Owcze | 29:25(15:11) | Izrael | Høllin á Hálsi, Thorshavn Widzów: 70 Sędzia: Christiansen, Hansen |
| 6 czerwca 202119:00 |             | 29:25(15:11) |        | Høllin á Hálsi, Thorshavn Widzów: 70 Sędzia: Christiansen, Hansen |

## Faza 2
W drugiej fazie odbędzie się właściwy turniej eliminacyjny z udziałem dwudziestu czterech reprezentacji podzielonych na sześć grup po cztery zespoły. Awans do turnieju finałowego ME uzyskają zwycięzcy grup oraz drużyny z drugiego miejsca. Mecze odbędą się w sześciu terminach:
- Runda 1: 6–7 października 2021
- Runda 2: 9–10 października 2021
- Runda 3: 2–3 marca 2022
- Runda 4: 5–6 marca 2022
- Runda 5: 20–21 kwietnia 2022
- Runda 6: 23–24 kwietnia 2022

Losowanie grup zostało zaplanowane na 25 marca 2021 roku w siedzibie EHF w Wiedniu. Przed losowaniem drużyny zostały podzielone na cztery koszyki według rankingu EHF.
| Koszyk 1  |
| --------- |
| Holandia  |
| Rosja     |
| Francja   |
| Dania     |
| Hiszpania |
| Szwecja   |

| Koszyk 2  |
| --------- |
| Niemcy    |
| Rumunia   |
| Serbia    |
| Węgry     |
| Chorwacja |
| Polska    |

| Koszyk 3   |
| ---------- |
| Czechy     |
| Austria    |
| Białoruś   |
| Szwajcaria |
| Słowacja   |
| Islandia   |

| Koszyk 4         |
| ---------------- |
| Turcja           |
| Litwa            |
| Ukraina          |
| Zwycięzca fazy 1 |
| Zwycięzca fazy 1 |
| Zwycięzca fazy 1 |

W wyniku transmitowanego w Internecie losowania wyłonionych zostało sześć grup.
| Grupa 1    | Grupa 2                      | Grupa 3  | Grupa 4                 | Grupa 5                     | Grupa 6  |
| ---------- | ---------------------------- | -------- | ----------------------- | --------------------------- | -------- |
| Rosja      | Dania                        | Holandia | Francja                 | Hiszpania                   | Szwecja  |
| Polska     | Rumunia                      | Niemcy   | Chorwacja               | Węgry                       | Serbia   |
| Szwajcaria | Austria                      | Białoruś | Czechy                  | Słowacja                    | Islandia |
| Litwa      | Wyspy Owcze Zwycięzca fazy 1 | Ukraina  | Grecja Zwycięzca fazy 1 | Portugalia Zwycięzca fazy 1 | Turcja   |

W związku z inwazją Rosji na Ukrainę mecze ukraińskiej reprezentacji zostały przełożone na późniejszy termin, zaś te z udziałem zespołów Rosji i Białorusi zostały odwołane, a reprezentacje te zostały zawieszone do odwołania. Wyniki dotychczas rozegranych meczów z ich udziałem pozostały ważne, natomiast pozostałe do rozegrania zostały przyznane walkowerem ich rywalom z wynikiem 10:0.
W konsekwencji tego awans zagwarantowała sobie po czterech kolejkach Polska, kwalifikację uzyskały następnie także Holandia, Dania, Szwajcaria, Francja, Szwecja, Niemcy, Hiszpania, Węgry, Serbia, Rumunia i Chorwacja.

### Grupa 1
| 6 października 202118:00 | Polska | 36:22(22:12) | Litwa | Stegu Arena, Opole Widzów: 2 000 Sędzia: Cipov, Klus |
| 6 października 202118:00 |        | 36:22(22:12) |       | Stegu Arena, Opole Widzów: 2 000 Sędzia: Cipov, Klus |

| 6 października 202118:30 | Rosja | 26:22(13:7) | Szwajcaria | Pałac Sportu Dynamo, Moskwa Widzów: 750 Sędzia: Nabokau, Kulik |
| 6 października 202118:30 |       | 26:22(13:7) |            | Pałac Sportu Dynamo, Moskwa Widzów: 750 Sędzia: Nabokau, Kulik |

| 9 października 202115:00 | Litwa | 21:35(10:17) | Rosja | Švyturys Arena, Kłajpeda Widzów: 300 Sędzia: Kinnari, Skogberg |
| 9 października 202115:00 |       | 21:35(10:17) |       | Švyturys Arena, Kłajpeda Widzów: 300 Sędzia: Kinnari, Skogberg |

| 10 października 202115:00 | Szwajcaria | 22:31(13:15) | Polska | Axa-Arena, Winterthur Widzów: 820 Sędzia: Lončar, Lončar |
| 10 października 202115:00 |            | 22:31(13:15) |        | Axa-Arena, Winterthur Widzów: 820 Sędzia: Lončar, Lončar |

| 3 marca 202218:00 | Litwa | 30:36(19:18) | Szwajcaria | Švyturys Arena, Kłajpeda Widzów: 150 Sędzia: Yovchev, Yonchev |
| 3 marca 202218:00 |       | 30:36(19:18) |            | Švyturys Arena, Kłajpeda Widzów: 150 Sędzia: Yovchev, Yonchev |

| 3 marca 2022 | Polska | 10:0 | Rosja |  |
| 3 marca 2022 |        | 10:0 |       |  |

| 6 marca 202216:00 | Szwajcaria | 34:18(12:10) | Litwa | Mobiliar Arena, Muri bei Bern Widzów: 1 250 Sędzia: Geraets, Geraets |
| 6 marca 202216:00 |            | 34:18(12:10) |       | Mobiliar Arena, Muri bei Bern Widzów: 1 250 Sędzia: Geraets, Geraets |

| 6 marca 2022 | Rosja | 0:10 | Polska |  |
| 6 marca 2022 |       | 0:10 |        |  |

| 20 kwietnia 2022 | Szwajcaria | 10:0 | Rosja |  |
| 20 kwietnia 2022 |            | 10:0 |       |  |

| 20 kwietnia 202218:00 | Litwa | 27:40(15:19) | Polska | Olita Arena, Olita Widzów: 300 Sędzia: Kull, Tint |
| 20 kwietnia 202218:00 |       | 27:40(15:19) |        | Olita Arena, Olita Widzów: 300 Sędzia: Kull, Tint |

| 24 kwietnia 2022 | Rosja | 0:10 | Litwa |  |
| 24 kwietnia 2022 |       | 0:10 |       |  |

| 24 kwietnia 202216:15 | Polska | 31:26(19:11) | Szwajcaria | Hala widowiskowo-sportowa RCS, Lubin Widzów: 3 000 Sędzia: Praštalo, Balvan |
| 24 kwietnia 202216:15 |        | 31:26(19:11) |            | Hala widowiskowo-sportowa RCS, Lubin Widzów: 3 000 Sędzia: Praštalo, Balvan |

### Grupa 2
| 6 października 202117:30 | Rumunia | 26:19(15:14) | Wyspy Owcze | Sala Sporturilor, Mioveni Widzów: 1 000 Sędzia: Jakovljević, Sando |
| 6 października 202117:30 |         | 26:19(15:14) |             | Sala Sporturilor, Mioveni Widzów: 1 000 Sędzia: Jakovljević, Sando |

| 7 października 202120:00 | Dania | 27:22(12:11) | Austria | Forum Horsens, Horsens Widzów: 2 407 Sędzia: Budzák, Záhradník |
| 7 października 202120:00 |       | 27:22(12:11) |         | Forum Horsens, Horsens Widzów: 2 407 Sędzia: Budzák, Záhradník |

| 10 października 202117:15 | Wyspy Owcze | 19:39(5:18) | Dania | Høllin á Hálsi, Thorshavn Widzów: 1 150 Sędzia: Pétursson, Þrastarson |
| 10 października 202117:15 |             | 19:39(5:18) |       | Høllin á Hálsi, Thorshavn Widzów: 1 150 Sędzia: Pétursson, Þrastarson |

| 10 października 202118:10 | Austria | 33:33(11:16) | Rumunia | BSFZ Südstadt, Maria Enzersdorf Widzów: 800 Sędzia: Konjičanin, Konjičanin |
| 10 października 202118:10 |         | 33:33(11:16) |         | BSFZ Südstadt, Maria Enzersdorf Widzów: 800 Sędzia: Konjičanin, Konjičanin |

| 2 marca 202217:05 | Rumunia | 28:35(13:19) | Dania | Sala Sporturilor, Mioveni Widzów: 1 800 Sędzia: Merz, Kuttler |
| 2 marca 202217:05 |         | 28:35(13:19) |       | Sala Sporturilor, Mioveni Widzów: 1 800 Sędzia: Merz, Kuttler |

| 2 marca 202220:00 | Wyspy Owcze | 24:29(12:15) | Austria | Høllin á Hálsi, Thorshavn Widzów: 453 Sędzia: Weijmans, Wolbertus |
| 2 marca 202220:00 |             | 24:29(12:15) |         | Høllin á Hálsi, Thorshavn Widzów: 453 Sędzia: Weijmans, Wolbertus |

| 5 marca 202216:10 | Dania | 32:27(13:10) | Rumunia | Jyske Bank Arena, Odense Widzów: 3 684 Sędzia: Bounouara, Sami |
| 5 marca 202216:10 |       | 32:27(13:10) |         | Jyske Bank Arena, Odense Widzów: 3 684 Sędzia: Bounouara, Sami |

| 5 marca 202217:30 | Austria | 26:22(14:10) | Wyspy Owcze | BSFZ Südstadt, Maria Enzersdorf Widzów: 800 Sędzia: Bočáková, Jánošíková |
| 5 marca 202217:30 |         | 26:22(14:10) |             | BSFZ Südstadt, Maria Enzersdorf Widzów: 800 Sędzia: Bočáková, Jánošíková |

| 20 kwietnia 202220:00 | Wyspy Owcze | 21:31(11:13) | Rumunia | Høllin á Hálsi, Thorshavn Widzów: 753 Sędzia: Stokes, Bartlett |
| 20 kwietnia 202220:00 |             | 21:31(11:13) |         | Høllin á Hálsi, Thorshavn Widzów: 753 Sędzia: Stokes, Bartlett |

| 20 kwietnia 202220:25 | Austria | 22:38(11:21) | Dania | Raiffeisen Sportpark, Graz Widzów: 1 700 Sędzia: Vujačić, Kažanegra |
| 20 kwietnia 202220:25 |         | 22:38(11:21) |       | Raiffeisen Sportpark, Graz Widzów: 1 700 Sędzia: Vujačić, Kažanegra |

| 23 kwietnia 202216:10 | Dania | 26:15(12:9) | Wyspy Owcze | Arena Næstved, Næstved Widzów: 2 524 Sędzia: Bytyqi, Kasapi |
| 23 kwietnia 202216:10 |       | 26:15(12:9) |             | Arena Næstved, Næstved Widzów: 2 524 Sędzia: Bytyqi, Kasapi |

| 24 kwietnia 202217:00 | Rumunia | 38:29(19:13) | Austria | Sala Sporturilor Traian, Râmnicu Vâlcea Widzów: 2 200 Sędzia: Hatipoğlu, Şimşek |
| 24 kwietnia 202217:00 |         | 38:29(19:13) |         | Sala Sporturilor Traian, Râmnicu Vâlcea Widzów: 2 200 Sędzia: Hatipoğlu, Şimşek |

### Grupa 3
| 6 października 202118:00 | Holandia | 38:27(21:16) | Białoruś | Topsportcentrum, Almere Widzów: 3 550 Sędzia: Pirvu, Potirniche |
| 6 października 202118:00 |          | 38:27(21:16) |          | Topsportcentrum, Almere Widzów: 3 550 Sędzia: Pirvu, Potirniche |

| 7 października 202120:15 | Niemcy | 36:10(17:8) | Grecja | Trier Arena, Trewir Widzów: 518 Sędzia: Stokes, Bartlett |
| 7 października 202120:15 |        | 36:10(17:8) |        | Trier Arena, Trewir Widzów: 518 Sędzia: Stokes, Bartlett |

| 10 października 202116:00 | Grecja | 14:35(6:21) | Holandia | Heraklion Arena, Heraklion Widzów: 110 Sędzia: Hofer, Schmidhuber |
| 10 października 202116:00 |        | 14:35(6:21) |          | Heraklion Arena, Heraklion Widzów: 110 Sędzia: Hofer, Schmidhuber |

| 10 października 202119:30 | Niemcy | 24:24(12:13) | Białoruś | Trier Arena, Trewir Widzów: 667 Sędzia: Vranes, Wenninger |
| 10 października 202119:30 |        | 24:24(12:13) |          | Trier Arena, Trewir Widzów: 667 Sędzia: Vranes, Wenninger |

| 2 marca 2022 | Grecja | 10:0 | Białoruś |  |
| 2 marca 2022 |        | 10:0 |          |  |

| 3 marca 202218:30 | Niemcy | 25:31(12:10) | Holandia | YAYLA Arena, Krefeld Widzów: 1 780 Sędzia: Konjičanin, Konjičanin |
| 3 marca 202218:30 |        | 25:31(12:10) |          | YAYLA Arena, Krefeld Widzów: 1 780 Sędzia: Konjičanin, Konjičanin |

| 5 marca 202216:00 | Holandia | 30:29(15:17) | Niemcy | Rotterdam Ahoy, Rotterdam Widzów: 2 000 Sędzia: Panayides, Andreou |
| 5 marca 202216:00 |          | 30:29(15:17) |        | Rotterdam Ahoy, Rotterdam Widzów: 2 000 Sędzia: Panayides, Andreou |

| 6 marca 2022 | Białoruś | 0:10 | Grecja |  |
| 6 marca 2022 |          | 0:10 |        |  |

| 21 kwietnia 202219:30 | Grecja | 11:40(5:19) | Niemcy | Topsportcentrum, Almere Widzów: 100 Sędzia: Pétursson, Þrastarson |
| 21 kwietnia 202219:30 |        | 11:40(5:19) |        | Topsportcentrum, Almere Widzów: 100 Sędzia: Pétursson, Þrastarson |

| 21 kwietnia 2022 | Białoruś | 0:10 | Holandia |  |
| 21 kwietnia 2022 |          | 0:10 |          |  |

| 24 kwietnia 202216:00 | Holandia | 40:11(19:8) | Grecja | Topsportcentrum, Almere Widzów: 2 500 Sędzia: Weber, Weinquin |
| 24 kwietnia 202216:00 |          | 40:11(19:8) |        | Topsportcentrum, Almere Widzów: 2 500 Sędzia: Weber, Weinquin |

| 24 kwietnia 2022 | Białoruś | 0:10 | Niemcy |  |
| 24 kwietnia 2022 |          | 0:10 |        |  |

### Grupa 4
| 6 października 202121:00 | Francja | 38:22(19:12) | Czechy | Palais des sports, Besançon Widzów: 3 300 Sędzia: Sá, Sá |
| 6 października 202121:00 |         | 38:22(19:12) |        | Palais des sports, Besançon Widzów: 3 300 Sędzia: Sá, Sá |

| 7 października 202117:30 | Chorwacja | 22:23(15:11) | Ukraina | Centar Zamet, Rijeka Widzów: 852 Sędzia: Christidi, Papamattheou |
| 7 października 202117:30 |           | 22:23(15:11) |         | Centar Zamet, Rijeka Widzów: 852 Sędzia: Christidi, Papamattheou |

| 10 października 202117:00 | Ukraina | 25:28(15:16) | Francja | Sport Manezh of Sumy State University, Sumy Widzów: 850 Sędzia: Kijauskaitė, Žalienė |
| 10 października 202117:00 |         | 25:28(15:16) |         | Sport Manezh of Sumy State University, Sumy Widzów: 850 Sędzia: Kijauskaitė, Žalienė |

| 10 października 202117:20 | Czechy | 24:26(14:14) | Chorwacja | Datart Hala, Zlin Sędzia: Năstase, Stancu |
| 10 października 202117:20 |        | 24:26(14:14) |           | Datart Hala, Zlin Sędzia: Năstase, Stancu |

| 3 marca 202218:00 | Chorwacja | 19:21(8:12) | Francja | Školsko sportska dvorana "Josip Samaržija-Bepo", Koprivnica Widzów: 1 200 Sędzia: Ilieva, Karbeska |
| 3 marca 202218:00 |           | 19:21(8:12) |         | Školsko sportska dvorana "Josip Samaržija-Bepo", Koprivnica Widzów: 1 200 Sędzia: Ilieva, Karbeska |

| 3 marca 2022 | Czechy | 5:5 | Ukraina |  |
| 3 marca 2022 |        | 5:5 |         |  |

| 6 marca 2022 | Ukraina | 5:5 | Czechy |  |
| 6 marca 2022 |         | 5:5 |        |  |

| 6 marca 202217:30 | Francja | 27:19(13:9) | Chorwacja | Palais des sports André-Brouat, Tuluza Sędzia: Vranes, Wenninger |
| 6 marca 202217:30 |         | 27:19(13:9) |           | Palais des sports André-Brouat, Tuluza Sędzia: Vranes, Wenninger |

| 20 kwietnia 202218:00 | Ukraina | 19:26(11:12) | Chorwacja | Raiffeisen Sportpark, Graz Widzów: 450 Sędzia: Christiansen, Hansen |
| 20 kwietnia 202218:00 |         | 19:26(11:12) |           | Raiffeisen Sportpark, Graz Widzów: 450 Sędzia: Christiansen, Hansen |

| 20 kwietnia 202220:00 | Czechy | 31:30(16:13) | Francja | Sportovní hala města Plzně, Pilzno Widzów: 1 200 Sędzia: Merz, Kuttler |
| 20 kwietnia 202220:00 |        | 31:30(16:13) |         | Sportovní hala města Plzně, Pilzno Widzów: 1 200 Sędzia: Merz, Kuttler |

| 23 kwietnia 202219:30 | Francja | 27:18(9:6) | Ukraina | Docks Océane, Hawr Widzów: 2 800 Sędzia: Weijmans, Wolbertus |
| 23 kwietnia 202219:30 |         | 27:18(9:6) |         | Docks Océane, Hawr Widzów: 2 800 Sędzia: Weijmans, Wolbertus |

| 24 kwietnia 202218:00 | Chorwacja | 33:30(13:14) | Czechy | Športska dvorana Žatika, Poreč Widzów: 1 400 Sędzia: Xhema, Jahja |
| 24 kwietnia 202218:00 |           | 33:30(13:14) |        | Športska dvorana Žatika, Poreč Widzów: 1 400 Sędzia: Xhema, Jahja |

### Grupa 5
| 6 października 202118:00 | Węgry | 34:24(17:15) | Portugalia | Érd Aréna, Érd Widzów: 1 800 Sędzia: Kulović, Škaljić |
| 6 października 202118:00 |       | 34:24(17:15) |            | Érd Aréna, Érd Widzów: 1 800 Sędzia: Kulović, Škaljić |

| 6 października 202120:45 | Hiszpania | 33:28(17:11) | Słowacja | Pabellón Polideportivo Municipal Fernando Argüelles, Antequera Widzów: 1 400 Sędzia: Backović, Palačković |
| 6 października 202120:45 |           | 33:28(17:11) |          | Pabellón Polideportivo Municipal Fernando Argüelles, Antequera Widzów: 1 400 Sędzia: Backović, Palačković |

| 10 października 202118:00 | Portugalia | 22:23(11:14) | Hiszpania | Pavilhão Multiusos, Paredes Widzów: 1 305 Sędzia: Geraets, Geraets |
| 10 października 202118:00 |            | 22:23(11:14) |           | Pavilhão Multiusos, Paredes Widzów: 1 305 Sędzia: Geraets, Geraets |

| 10 października 202118:15 | Słowacja | 28:30(14:13) | Węgry | Mestská športová hala, Topolczany Widzów: 650 Sędzia: Novikov, Rozhkov |
| 10 października 202118:15 |          | 28:30(14:13) |       | Mestská športová hala, Topolczany Widzów: 650 Sędzia: Novikov, Rozhkov |

| 2 marca 202218:00 | Węgry | 28:30(16:13) | Hiszpania | Földi Imre Sportcsarnok, Tatabánya Widzów: 4 500 Sędzia: Vujačić, Kažanegra |
| 2 marca 202218:00 |       | 28:30(16:13) |           | Földi Imre Sportcsarnok, Tatabánya Widzów: 4 500 Sędzia: Vujačić, Kažanegra |

| 3 marca 202220:00 | Portugalia | 24:21(13:10) | Słowacja | Pavilhão Multiusos, Paredes Sędzia: Thiyagarajah, Thiyagarajah |
| 3 marca 202220:00 |            | 24:21(13:10) |          | Pavilhão Multiusos, Paredes Sędzia: Thiyagarajah, Thiyagarajah |

| 5 marca 202220:00 | Hiszpania | 27:30(15:15) | Węgry | Palacio de Deportes, Santander Widzów: 5 000 Sędzia: Sekulić, Jovandić |
| 5 marca 202220:00 |           | 27:30(15:15) |       | Palacio de Deportes, Santander Widzów: 5 000 Sędzia: Sekulić, Jovandić |

| 6 marca 202215:00 | Słowacja | 21:23(14:12) | Portugalia | Mestská športová hala, Topolczany Widzów: 650 Sędzia: Mikelić, Parađina |
| 6 marca 202215:00 |          | 21:23(14:12) |            | Mestská športová hala, Topolczany Widzów: 650 Sędzia: Mikelić, Parađina |

| 20 kwietnia 202220:00 | Słowacja | 20:29(8:13) | Hiszpania | Chemkostav Aréna, Michalovce Widzów: 700 Sędzia: Yovchev, Yonchev |
| 20 kwietnia 202220:00 |          | 20:29(8:13) |           | Chemkostav Aréna, Michalovce Widzów: 700 Sędzia: Yovchev, Yonchev |

| 21 kwietnia 202220:00 | Portugalia | 18:30(9:14) | Węgry | Pavilhão Desportivo, Loulé Widzów: 800 Sędzia: Ciulei, Stanescu |
| 21 kwietnia 202220:00 |            | 18:30(9:14) |       | Pavilhão Desportivo, Loulé Widzów: 800 Sędzia: Ciulei, Stanescu |

| 24 kwietnia 202214:45 | Węgry | 25:19(16:9) | Słowacja | Audi Aréna Győr, Győr Widzów: 2 200 Sędzia: Kijauskaitė, Žalienė |
| 24 kwietnia 202214:45 |       | 25:19(16:9) |          | Audi Aréna Győr, Győr Widzów: 2 200 Sędzia: Kijauskaitė, Žalienė |

| 24 kwietnia 202219:00 | Hiszpania | 31:21(14:11) | Portugalia | Polideportivo Municipal Artaleku, Irun Sędzia: Rauchs, Linster |
| 24 kwietnia 202219:00 |           | 31:21(14:11) |            | Polideportivo Municipal Artaleku, Irun Sędzia: Rauchs, Linster |

### Grupa 6
| 6 października 202118:00 | Serbia | 36:27(21:13) | Turcja | Kristalna dvorana, Zrenjanin Widzów: 1 000 Sędzia: Covalciuc, Covalciuc |
| 6 października 202118:00 |        | 36:27(21:13) |        | Kristalna dvorana, Zrenjanin Widzów: 1 000 Sędzia: Covalciuc, Covalciuc |

| 7 października 202119:00 | Szwecja | 30:17(14:5) | Islandia | Stiga Sports Arena, Eskilstuna Widzów: 2 184 Sędzia: Jerlecki, Łabuń |
| 7 października 202119:00 |         | 30:17(14:5) |          | Stiga Sports Arena, Eskilstuna Widzów: 2 184 Sędzia: Jerlecki, Łabuń |

| 10 października 202117:00 | Turcja | 23:31(12:15) | Szwecja | Porsuk Spor Salonu, Eskişehir Widzów: 500 Sędzia: Aghakishi, Aghakishi |
| 10 października 202117:00 |        | 23:31(12:15) |         | Porsuk Spor Salonu, Eskişehir Widzów: 500 Sędzia: Aghakishi, Aghakishi |

| 10 października 202118:00 | Islandia | 23:21(10:8) | Serbia | Íþróttamiðstöð Haukar, Hafnarfjörður Widzów: 957 Sędzia: Bounouara, Sami |
| 10 października 202118:00 |          | 23:21(10:8) |        | Íþróttamiðstöð Haukar, Hafnarfjörður Widzów: 957 Sędzia: Bounouara, Sami |

| 2 marca 202217:00 | Turcja | 30:29(15:16) | Islandia | Merkez Spor Salonu, Kastamonu Widzów: 3 500 Sędzia: Metalari, Nikolovski |
| 2 marca 202217:00 |        | 30:29(15:16) |          | Merkez Spor Salonu, Kastamonu Widzów: 3 500 Sędzia: Metalari, Nikolovski |

| 3 marca 202218:00 | Serbia | 24:21(10:9) | Szwecja | Kristalna dvorana, Zrenjanin Widzów: 2 000 Sędzia: Lovin, Stancu |
| 3 marca 202218:00 |        | 24:21(10:9) |         | Kristalna dvorana, Zrenjanin Widzów: 2 000 Sędzia: Lovin, Stancu |

| 5 marca 202217:00 | Szwecja | 33:25(17:14) | Serbia | Ystad Arena, Ystad Widzów: 2 353 Sędzia: Sá, Sá |
| 5 marca 202217:00 |         | 33:25(17:14) |        | Ystad Arena, Ystad Widzów: 2 353 Sędzia: Sá, Sá |

| 6 marca 202217:00 | Islandia | 29:22(15:9) | Turcja | Íþróttamiðstöð Haukar, Hafnarfjörður Sędzia: Hannes, Hannes |
| 6 marca 202217:00 |          | 29:22(15:9) |        | Íþróttamiðstöð Haukar, Hafnarfjörður Sędzia: Hannes, Hannes |

| 20 kwietnia 202216:30 | Turcja | 30:36(16:17) | Serbia | Merkez Spor Salonu, Kastamonu Widzów: 3 700 Sędzia: Andorka, Hucker |
| 20 kwietnia 202216:30 |        | 30:36(16:17) |        | Merkez Spor Salonu, Kastamonu Widzów: 3 700 Sędzia: Andorka, Hucker |

| 20 kwietnia 202221:45 | Islandia | 23:29(12:17) | Szwecja | Íþróttamiðstöð Haukar, Hafnarfjörður Widzów: 1 203 Sędzia: Braseth, Sundet |
| 20 kwietnia 202221:45 |          | 23:29(12:17) |         | Íþróttamiðstöð Haukar, Hafnarfjörður Widzów: 1 203 Sędzia: Braseth, Sundet |

| 23 kwietnia 202218:00 | Serbia | 28:22(19:15) | Islandia | Kristalna dvorana, Zrenjanin Widzów: 3 000 Sędzia: Lindenbaum, Laron |
| 23 kwietnia 202218:00 |        | 28:22(19:15) |          | Kristalna dvorana, Zrenjanin Widzów: 3 000 Sędzia: Lindenbaum, Laron |

| 23 kwietnia 202218:10 | Szwecja | 33:21(13:9) | Turcja | Helsingborg Arena, Helsingborg Widzów: 2 307 Sędzia: Ilievski, Ilievski |
| 23 kwietnia 202218:10 |         | 33:21(13:9) |        | Helsingborg Arena, Helsingborg Widzów: 2 307 Sędzia: Ilievski, Ilievski |